# Pošta Srbije
Пошта Сербії (серб. Pošta Srbije або серб. Пошта Србије) — національна поштова служба Сербії з головним офісом, розташованим в Белграді. Громадська поштова пересилка була введена в Сербії 1840 року. Перша поштова марка надрукована 1866-го. 1874 року спільно з 21 іншою країною було засновано Всесвітній поштовий союз.

## Історія
- 1840 — запровадження громадських поштових відправлень
- 1866 — був прийнятий перший закон про поштові послуги та надрукована перша марка
- 1874 — спільно з 21 країною Сербія заснувала Всесвітній поштовий союз
- 1945—1990 — у відповідності з законодавством Пошта Сербії мала статус державного підприємства
- 1990 — Пошта Сербії заснована як державне підприємство зв'язку Srbija
- 1997 — підприємство перетворене в холдинг
- 2005 — був прийнятий новий закон про надання поштових послуг

## Форма власності і структура
У відповідності з законом про систему зв'язку публічна компанія Srbija була заснована 1990 року як компанія, що займається діяльністю у сфері поштових послуг і має державні активи. В травні 1997-го, згідно із змінами до закону про систему зв'язку компанія перетворена в холдинг, що складається з відділень Srbija і її дочірніх компаній. Enterprisa стає материнською компанією холдингу.
Того ж року створено дочірню компанію Telekom Srbija, що надає телекомунікаційні послуги.
Компанія Srbija є засновником і власником активів наступних компаній: Telekom Srbija і Поштова Ощадний Банк (Postal Savings Bank).

## Керівництво
- Правління є органом управління підприємством. Дев'ять членів призначаються урядом Сербії, три з яких є штатними співробітниками.
- Виконавчий директор. Призначається і відсторонюється урядом Сербії, відповідно регламентом, затвердженим законом.
- Контролюючий орган — займається відстеженням операцій на підприємстві. П'ять членів призначаються урядом Сербії, два з яких є штатними співробітниками.

## Операційна структура

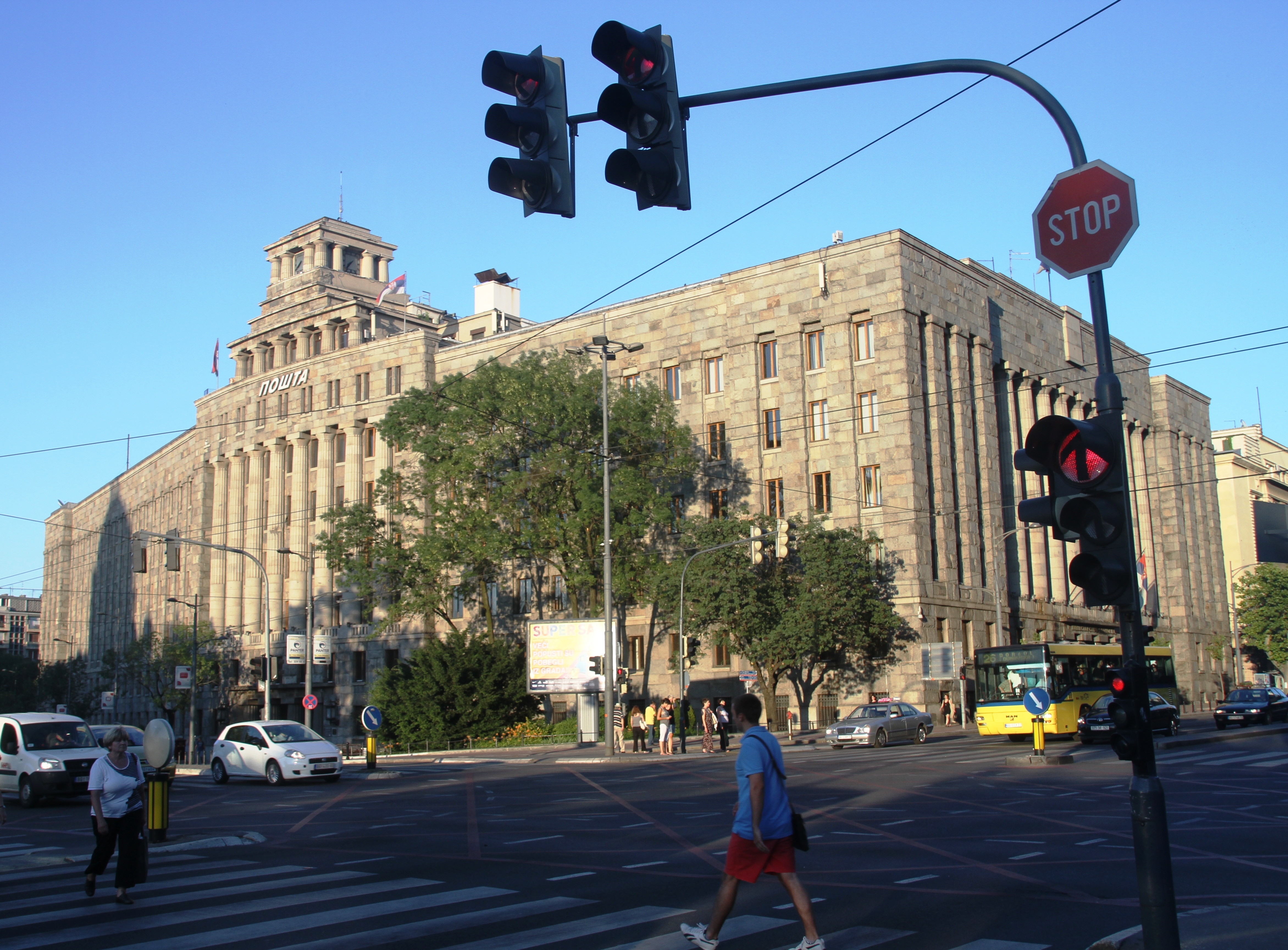
Будівля Пошти Сербії у Белграді

Операційна мережа компанії Srbija є найбільшою інфраструктурної та логістичною мережею в країні. В її складі задіяні наступні елементи:
- 1 512 поштових відділення (784 з яких працюють в системі Post Net System)
- 4 100 операційних вікна (понад 3 000 автоматизованих)

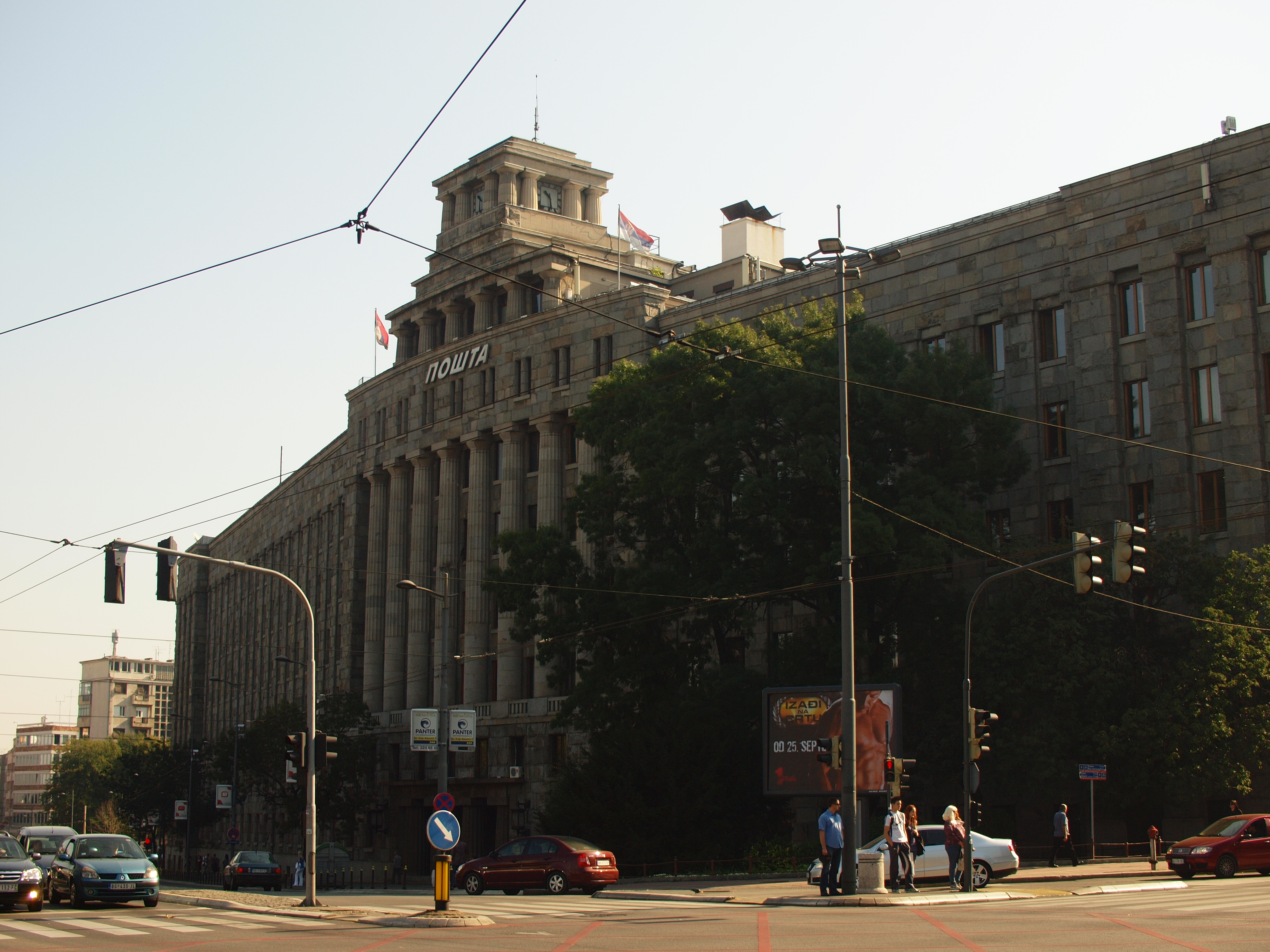
Головне відділення пошти в Белграді

- 3 головних сортувальних центру
- 17 поштових центрів
- 1 центр поштового обміну
- 3 митних офіси
- 194 франшизи
- 3 646 областей доставки
- 3 092 поштові скриньки
- 1 588 транспортних елемента
- 7 поштових магазинів

## Поштові послуги

### Поштова кореспонденція
- Листи
- Посилки
- Фінансові — компанія Srbija надає декілька фінансових послуг для фізичних та юридичних осіб.

### Інформаційні послуги
- KDS — Система кабельних мереж[3] — надає можливість передачі радіо і телевізійних сигналів, широкосмуговий доступ до мережі Інтернет і кілька інших сервісів.
- PTT Net — найбільший національний провайдер надає доступ до мережі Інтернет.[4]
- CePP — Центр для НІГ електронної комерції[5] — мультимедіа центр передачі даних, що надає послуги первинної захисту переданої інформації.

### Комерційні послуги
- Post Express — послуга кур'єрської доставки до дверей, є самим швидким і безпечним способом доставки відправлень як на території країни, так і за її межами.
- Post Sped — надає послуги посередника між відправниками та митною службою при імпорті та експорті поштових відправлень.
- Business Service — спеціальний підрозділ, що надає інтегровані послуги, що включають доставку за адресою, одержання замовлень, зберігання, упакування поштових відправлень, доставка товарів і оплата при отриманні.
- Direct Mail — служба експрес-доставки рекламної інформації, рахунків за товари послуги, інформації при проведенні маркетингових досліджень тощо
- Catalogue Sale — інтегрована служба доставки рекламних проспектів, каталогів, форм замовлень і придбаних товарів.
- Electronic Money Order — грошові перекази з можливістю отримання переказу відразу після його відправлення.
- Money Transport — служба спостереження за інкасацією за допомогою супутникових систем спостереження.
- MMS Postcard — служба, що надає можливість користувачам мобільних мереж Сербії відправляти поштові листівки допомогою MMS повідомлень будь-якому адресату на території республіки Сербія з будь-якого місця (включаючи роумінг) і в будь-який час.
- ADSL — доступ до інтернету.
- Здача в оренду рекламних площ для розміщення до 1650 плакатів у 364 поштових офісах в більш ніж 200 містах і місцях на території Сербії і реклама в залах очікування поштових відділень.
- Personalized Postal Stamp — виготовлення поштових марок з індивідуальним дизайном.